# Perigiálion
Perigiálion (Perigiali, Achouria) är en ort i Grekland.   Den ligger i prefekturen Lefkas och regionen Joniska öarna, i den centrala delen av landet, 270 km väster om huvudstaden Aten. Perigiálion ligger 37 meter över havet och antalet invånare är 315. Den ligger på ön Lefkas.
Terrängen runt Perigiálion är huvudsakligen kuperad, men åt sydost är den platt. Havet är nära Perigiálion österut.  Närmaste större samhälle är Lefkáda, 12,4 km norr om Perigiálion. 